# Toshio Lake
Toshio Lake (Rotterdam, 26 maart 2001) is een Nederlands voetballer die doorgaans speelt als spits. In juli 2025 verliet hij PAS Lamia.

## Clubcarrière
Lake speelde tot 2010 in de jeugd van Excelsior, voor hij opgenomen werd in de opleiding van Feyenoord. In de zomer van 2021 verliep zijn verbintenis in Rotterdam, waarop hij transfervrij overstapte naar Fortuna Sittard, waar hij in eerste instantie zou aansluiten bij het tweede elftal. Lake maakte op 14 augustus 2021 zijn professionele debuut namens Fortuna in de eerste speelronde van de Eredivisie in het seizoen 2021/22. In eigen huis werd gespeeld tegen FC Twente en hij moest hij van coach Sjors Ultee als reservespeler aan het duel beginnen. Hij zag vanaf de reservebank Ricky van Wolfswinkel de bezoekers op voorsprong zetten. Na een uur spelen mocht Lake invallen voor Richie Musaba. Een minuut later gaf hij een assist op Mats Seuntjens, die daarmee tekende voor de gelijkmaker. Negen minuten voor het einde van het duel zorgde Lake zelf voor de winnende treffer, door op aangeven van Tesfaldet Tekie de 2–1 te maken.
In januari 2022 werd Lake voor het restant van het seizoen op huurbasis gestald bij MVV Maastricht. Na afloop van deze verhuurperiode keerde hij niet terug naar Fortuna, omdat zijn verbintenis bij die club niet verlengd werd. Na zijn vertrek tekende hij voor een jaar bij TOP Oss. Het Griekse PAS Lamia nam hem over na het aflopen van zijn verbintenis in Oss.

## Clubstatistieken
| Seizoen | Club             | Competitie     | Competitie | Competitie | Beker | Beker | Internationaal | Internationaal | Totaal | Totaal |
| Seizoen | Club             | Competitie     | Wed.       | Dlp.       | Wed.  | Dlp.  | Wed.           | Dlp.           | Wed.   | Dlp.   |
| ------- | ---------------- | -------------- | ---------- | ---------- | ----- | ----- | -------------- | -------------- | ------ | ------ |
| 2021/22 | Fortuna Sittard  | Eredivisie     | 11         | 1          | 0     | 0     | —              | —              | 11     | 1      |
| 2021/22 | → MVV Maastricht | Eerste divisie | 13         | 3          | 0     | 0     | —              | —              | 13     | 3      |
| 2022/23 | TOP Oss          | Eerste divisie | 23         | 3          | 1     | 0     | —              | —              | 24     | 3      |
| 2023/24 | PAS Lamia        | Super League   | 12         | 1          | 0     | 0     | —              | —              | 12     | 1      |
| 2024/25 | PAS Lamia        | Super League   | 17         | 1          | 0     | 0     | —              | —              | 17     | 1      |
| Totaal  | Totaal           | Totaal         | 76         | 9          | 1     | 0     | 0              | 0              | 77     | 9      |

Bijgewerkt op 1 juli 2025.